# Бруньера
Бруньера (итал. Brugnera) — коммуна в Италии, располагается в регионе Фриули-Венеция-Джулия, в провинции Порденоне.
Население составляет 9025 человек (2008 г.), плотность населения составляет 309 чел./км². Занимает площадь 29 км². Почтовый индекс — 33070. Телефонный код — 0434.
Покровителем коммуны почитается святой апостол Иаков Старший, празднование 25 июля.

## Демография
Динамика населения:

## Администрация коммуны
- Официальный сайт: http://www.comune.brugnera.pn.it/